# Джозеф, Джон (епископ)
Джон Джозеф (англ. John Joseph; 15 ноября 1932, Британская Индия — 6 мая 1998, Сахивал, Пакистан) — первый католический епископ из народа панджабцев, ординарий епархии Фейсалабада. Известен тем, что застрелился перед зданием суда в городе Сахивал в знак протеста против так называемого «закона о богохульстве», который является одним из основных инструментов давления на христиан Пакистана.

## Биография
Джон Джозеф родился 15 ноября 1932 года в городе Хушпур, Британская Индия. После обучения в семинарии Христа Царя в Карачи был рукоположён 18 января 1960 года в священника. Защитив докторскую диссертацию по богословию, занимался преподавательской деятельностью в семинарии Христа Царя.
24 октября 1980 года был назначен титулярным епископом Сегисамы и вспомогательным епископом епархии Фейсалабада и был рукоположён 9 января 1981 года в епископа. 9 января 1984 года был назначен ординарием епархии Фейсалабада.
6 мая 1998 года совершил акт самоубийства перед зданием суда в городе Сахивал в знак протеста против притеснений христиан в Пакистане.

## Реакция
После его смерти были опубликованы несколько сочинений о жизни Джона Джозефа. Был выпущен 45-минутный документальный фильм «Солнце заходит» (A Sun Sets in) о жизни Джона Джозефа, который был показан на кинофестивале в Катманду.
31 марта 2007 года в Фейсалабаде был открыт памятник Джону Джозефу в Мемориальном зале в Darulaloom Jamia Rehmania madrassa.